# Frédéric Tranchand
Frédéric Tranchand, född 25 maj 1988 i Saint-Chamond, är en fransk orienterare. Hans bästa resultat i Världsmästerskapen i orientering kom 2017 när han tog två silvermedaljer i sprint och stafett. Han tog även fem bronsmedaljer vid VM i perioden 2010–2019, varav fyra i stafett.